# 三井徹
三井 徹（みつい とおる、1940年3月31日 - 2023年2月19日）は、日本の音楽学者、英文学者。金沢大学名誉教授。

## 経歴
佐賀県佐賀市生まれ。福井県小浜市育ち。
1964年、九州大学大学院文学研究科修了。1967年、インディアナ大学大学院民俗学研究科博士課程中退。
1964年から愛知大学勤務、1969年、金沢大学講師、助教授、教授。2005年、定年退官、名誉教授。
本来の専門は英文学だが、のちに日本のアカデミズムにおけるポピュラー音楽研究の第一人者となった。
国際ポピュラー音楽学会会長（1993年 - 1997年）、日本ポピュラー音楽学会会長などを歴任。ケンブリッジ大学出版局発行の「ポピュラー・ミュージック」国際顧問編集者もつとめた。2020年春、瑞宝中綬章受章。
2023年2月19日、解離性大動脈瘤のため死去。82歳没。死没日付をもって正四位に叙された。

## 著書
- 『ブルーグラス音楽 ヒルビリー音楽概説と共に』（伝承歌謡の会） 1967
- 『英国文学エロティカ点描 文献紹介』（好文堂） 1968
- 『英系アメリカ民俗音楽の楽器』（伝承歌謡の会） 1970
- 『カントリー音楽の歴史』（音楽之友社） 1971
- 『ブルーグラス音楽 草の根のアメリカ白人音楽』（ブロンズ社） 1975
- 『ロックの美学』（ブロンズ社） 1976.11
- 『黒人ブルースの現代』（音楽之友社） 1977
- 『ロック音楽 - 汎世界的意識革命を表わすもの』（金沢大学・大学教育開放センター） 1979.10
- 『マイケル・ジャクソン現象』 (新潮文庫) 1985.12
- 『ザ・ビートルズ日本盤ディスコグラフィ』(ピーター・インガム、監修、シンコー・ミュージック） 1986.9
- 『コラムB面のアメリカ』（草思社） 1986.4
- 『ユー・アー・マイ・サンシャイン物語 アメリカ南部の音楽と政治』（筑摩書房） 1989.3
- 『ジーンズ物語』 (講談社現代新書) 1990.2
- 『ビートルズの社会学』（朝日新聞社編、朝日文庫） 1996.6
- 『新着洋書紹介 ポピュラー音楽文献5000冊』（ミュージック・マガジン） 2003.12
- 『戦後洋楽ポピュラー史 1945 - 1975 資料が語る受容熱』（NTT出版） 2018

### 編著
- 『ブルーズの世界』（小出斉共編、冨山房） 1995.7
- 『クロニクル 20世紀のポピュラー音楽』（北中正和, 藤田正, 脇谷浩昭共編、平凡社） 2000.12
- 『ポピュラー音楽関係図書目録 流行歌、ジャズ、ロック、Jポップの百年』（日外アソシエーツ） 2009.6

## 翻訳
- 『バラッド 英蘇民間伝承譚歌』（編註・訳 伝承歌謡の会） 1965
- 『ロックへの視点』（カール・ベルツ、中村とうよう共訳、音楽之友社） 1972
- 『ウディ・ガスリー・ストーリー』（ヘンリエッタ・ユーチェンコウ、ブロンズ社） 1973
- 『ローリング・ストーンズ・ブック』（ディヴィド・ドルトン編、草思社） 1973
- 『ボブ・ディラン語録』（訳編、ブロンズ社） 1973
- 『ディラン、風を歌う』（マイケル・グレイ、晶文社） 1973
- 『反逆から様式へ イギリス・ポップ芸術論』（ジョージ・メリー、音楽之友社） 1973
- 『民衆の音楽〈ベイオウルフからビートルズまで〉』（エドワド・リー、音楽之友社） 1974.11
- 『ローリングストーン・インタヴュー集』1 - 2（菅野彰子共訳、草思社） 1974
- 『ロックの意味』（ウィリアム・J・シェイファ、草思社） 1975
- 『ブルーズメン アメリカン・ニグロの200年』（ロバート・ネフ, アンソニー・コナー、ブロンズ社） 1976.9
- 『ロック音楽に見るアメリカのイメージ』（グリール・マーカス、ニュー・ミュージック・マガジン社） 1977.11
- 『俺のシッポにまた火がついた』（ウディ・ガスリー、ブロンズ社） 1978.4
- 『ロック百科』vol.1 - 2（フィル・ハーディ, デイブ・ラング、サンリオ） 1981
- 『ロックの「新しい波」 パンクからネオ・ダダまで』（グリール・マーカス、晶文社） 1984.11
- 『ミステリー・トレイン ロック音楽にみるアメリカ像』（グリール・マーカス、第三文明社） 1989.6
- 『ポピュラー音楽の研究』（編訳、音楽之友社） 1990.11
- 『ロバート・ジョンスン 伝説的ブルーズマンの生涯』（ピーター・ギュラルニック、JICC出版局） 1991.11
- 『ビートルズ百科全書』（ビル・ハリー、監訳、集英社） 1994.6
- 『ポップ・ヴォイス スーパースター163人の証言』（ジョウ・スミス、新潮文庫） 1995.9
- 『デッド・エルヴィス』（グリール・マーカス、キネマ旬報社） 1996.4
- 『エルヴィス登場!!』（ピーター・ギュラルニック、ユーリーグ） 1997.8
- 『ポピュラー・ミュージック・スタディズ 人社学際の最前線』（ジョン・シェパード, デイヴィッド・ホーン, デイヴ・ラング, ポール・オリヴァー, ペーター・ヴィッケ編、音楽之友社） 2005.3
- 『エルヴィス伝 復活後の軌跡 1958 - 1977』（ピーター・グラルニック、みすず書房） 2007.12
- 『ロック・エンサイクロペディア 1950s - 1970s』（フィル・ハーディ, デイヴ・ラング編、みすず書房） 2009.11

## 退職記念論集
- 『ポピュラー音楽とアカデミズム』（監修、音楽之友社） 2005.6 - 本人が作成した詳細な年譜が収録されている

## 英文での著書
- Popular Music 10:3: Special Japanese （共編Issue Simon） 1991
- Toru Mitsui and Shuhei Hosokawa (eds.), 1998, Karaoke Around the World: Global Technology, Local Singing, New York: Routledge. (細川周平共編)
- Toru Mitsui, 2013, "Music and protest in Japan: the rise of underground folksong in '1968'", in Breate Kutschke and Barley Norton ed, Music and Protest in 1968, Cambridge: Cambridge University Press.
- Toru Mitsui (ed.), 2014, Made in Japan: Studies in Popular Music, New York: Routledge. （編著）
- Toru Mitsui, 2016, "Thomas D'Urfey", in Katherine Williams and Justin A. Williams ed, The Cambridge Compaion to Singer-Songwriter, Cambridge: Cambridge University Press.
- Toru Mitsui, 2020, Popular Music in Japan: Transformation Inspired by the West, New York: Bloomsbury Academic.　（単著）
- Toru Mitsui, 2022, "Published Collections as the Sources of Ballad Tunes Sung by an Enthusiast in Japan", Journal of American Folklore, 135(537): 338-344.

## 関係する人物
- 五十嵐正 (音楽評論家) - 音楽評論家。学生時代に三井に師事する。
- 大山昌彦 - 東京工科大学教授。修士課程時代に三井に師事する。
- 加藤晃生 - 立教大学教授。修士課程時代に三井に師事する。